# آگوستا (وست ویرجینیا)
آگوستا (به انگلیسی: Augusta) یک منطقهٔ مسکونی در ایالات متحده آمریکا است که در شهرستان همپشر، ویرجینیای غربی واقع شده‌است. آگوستا ۳۹۶ متر بالاتر از سطح دریا واقع شده‌است.